# Knooppunt Vallensbæk
Knooppunt Vallensbæk (Deens: Motorvejskryds Vallensbæk) is een knooppunt in de Deense hoofdstad Kopenhagen tussen de Holbækmotorvejen richting Roskilde en Kopenhagen en de Motorring 4, een ringweg van Kopenhagen. Het knooppunt is genoemd naar de plaats Vallensbæk, die in de buurt van het knooppunt ligt.
Het knooppunt is uitgevoerd als een half sterknooppunt. 
| Aansluitende wegen                 | Aansluitende wegen     | Aansluitende wegen | Aansluitende wegen | Aansluitende wegen |
| ---------------------------------- | ---------------------- | ------------------ | ------------------ | ------------------ |
| 21O4 richting Roskilde en Ballerup |                        |                    |                    |                    |
|                                    |                        |                    |                    |                    |
|                                    | 21 richting Kopenhagen |                    |                    |                    |
|                                    |                        |                    |                    |                    |
|                                    |                        | O4 richting Køge   |                    |                    |

Aalborg Centrum · Aalborg Nord · Aalborg Syd · Århus Nord · Århus Syd · Århus Vest · Avedøre · Ballerup · Brøndby · Fredericia · Gladsaxe · Herning · Herning Syd · Ishøj · Kliplev · Køge Vest · Kolding · Kolding Vest · Kongens Lyngby · Nørresundby Centrum · Odense · Rødovre · Skærup · Taastrup · Vallensbæk · Vendsyssel